# Najmanji stražnjični mišić
Najmanji stražnjični mišić (lat. musculus gluteus minimus) mišić je zdjelice trokutasta oblika. Mišić inervira gornji stražnjični živac (lat. nervus gluteus superior).

## Polazište i hvatište
Mišić se nalazi smješten ispod srednjeg stražnjičnog mišića. Polazi s vanjske strane bočne kosti i hvata s na veliki obrtač (lat. trochanter major) bedrene kost. 